# Gautier Ier Brisebarre
 (mai 2025).
Gautier Ier Brisebarre, mort vers 1135, est le deuxième seigneur de Beyrouth, dans le royaume de Jérusalem. Ses origines ainsi que sa famille sont inconnues, sinon son frère Guy Ier Brisebarre.
Le seigneur de Beyrouth Foulques de Guines étant mort sans héritier vers 1124, sa seigneurie revient au roi de Jérusalem. Gautier Brisebarre n'est donc probablement pas l’héritier direct de Foulques de Guines, mais aurait plutôt été nommé à cette fonction par le roi Baudouin II de Jérusalem avant mai 1125.
Il apparait ainsi pour la première fois dans les archives contemporaines le 2 mai 1125 où il est nommé « Gualterius Brisebarre, Beritti dominus » comme témoin dans une charte du roi Baudouin II. Un autre document du 17 janvier 1126 le cite avec son frère : « Galterius Berutensis et Guido frater eius ».
Sa dernière apparition dans les archives remonte à une charte du 2 janvier 1135 et il est probablement mort peu après. N'ayant pas contracté d'union ni eu de descendance connue, son frère puîné Guy Ier Brisebarre lui succède comme nouveau seigneur de Beyrouth. Celui-ci apparait en effet dans une charte du 5 février 1138 comme « Guido Beriti dominus ».